# The Boat Race

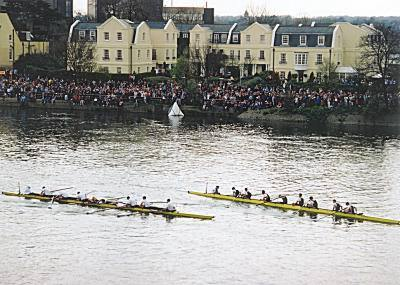
The Boat Race 2002

The Boat Race is sinds 1829 de traditionele roeiwedstrijd tussen de ploegen van de universiteiten van Oxford en van Cambridge op de Theems.

## Geschiedenis
De wedstrijd werd voor het eerst gehouden in 1829. Twee studerende vrienden, Charles Merivale van St John's College in Cambridge en Charles Wordsworth van Christ Church in Oxford spraken de eerste wedstrijd met elkaar af. Vanaf dat moment werd The Boat Race af en toe georganiseerd, maar sinds 1856 wordt er jaarlijks geroeid (met uitzondering van de oorlogsjaren en 2020, wegens de coronapandemie). Traditie wil dat de verliezer een jaar later de winnaar uitdaagt.
Cambridge heeft 84 keer gewonnen en Oxford 80 keer. De oudste winnaar was James Cracknell (46) voor Cambridge in 2019.
Eén keer, in 1877, bleef de wedstrijd onbeslist, volgens Oxford omdat de scheidsrechter tijdens de finish onder een struik lag te slapen.

## Parcours
Het parcours is op de Theems, tussen Putney en Mortlake, over een afstand van ongeveer 7 kilometer (4 mijl, 374 yards).
De wedstrijd wordt geroeid in achten. De leden van Cambridge worden aangeduid als blues; Oxford roeit in donkerblauw, Cambridge in lichtblauw en de roeibladmotieven zijn ook in deze kleuren. De boten heten de blue boats. Naast dit hoofdnummer is er ook de wedstrijd tussen de twee reserve achten, Isis voor Oxford en Goldie voor Cambridge.
De vrouwen achten en de lichte achten, inclusief de reserves, varen de race ook, maar op een andere dag. Sinds 2015 varen zij op hetzelfde parcours als de mannen. Voorheen voeren zij de race op een ander stuk van de Theems. Ze varen sindsdien de race ook op dezelfde dag.

## Tegenwoordig
Prestige en sponsoring voor studerende beroepsroeiers is elk jaar een hot item. The Boat Race is in het Gemenebest van Naties een internationaal primetime mediaspektakel. Tegenwoordig worden de boten niet meer met uitsluitend Engelsen gevuld; buitenlanders maken een steeds groter deel van de ploegen uit.

### Belgen
Eén Belg heeft ooit meegevaren in de Boat Race voor mannen. In 2019 mocht de toen 21-jarige Augustin Wambersie plaatsnemen in een boot en dat meteen als slagman voor Oxford. Wambersie studeerde ingenieurswetenschappen aan de Universiteit van Oxford. Het was evenwel Cambridge dat de race won.

### Nederlanders
Zes Nederlandse mannen hebben meegevaren in de Boat Race voor mannen: Gerritjan Eggenkamp, Sjoerd Hamburger, Roel Haen, Olivier Siegelaar, Jasper Holst en Jelmer Bennema. De meesten kwamen uit voor Oxford, alleen Holst roeide voor Cambridge. Eggenkamp maakte deel uit van de winnende acht in 2002, Hamburger in 2009 en Siegelaar in 2017. In 2010 was Hamburger de eerste Nederlandse kapitein in de boot van Oxford. Haen was in 2012 de eerste Nederlander die de rol van slagman vervulde tijdens de Boat Race. Oxford verloor deze race evenwel. De eerste Nederlandse vrouw, Irene Grimberg, roeide in 1994 voor Oxford mee met de Boat Race voor vrouwen in Henley upon Thames. Sinds 2015 roeien de vrouwen op hetzelfde parcours als de mannen. In 2016 deed de 23-jarige Joanneke Jansen uit Delft mee in de winnende acht van Oxford. In 2018 en 2019 roeide de Groningse Renée Koolschijn voor Oxford, beide jaren werd de race gewonnen door Cambridge. Tevens was zij geselecteerd om te roeien in de Boat Race van 2020, maar deze werd afgelast vanwege de Coronapandemie. 